# Lewis Seiler
Lewis Seiler (Nova York, 30 de setembre de 1890 - Hollywood, 8 de gener de 1964) va ser un director de cinema estatunidenc.

## Filmografia parcial
- A Bankrupt Honeymoon (1926)
- The Great K & A Train Robbery (1926)
- No Man's Gold (1926)
- Wolf Fangs (1927)
- The Ghost Talks (1929)
- Girls Gone Wild (1929)
- No Greater Love (1932)
- Frontier Marshal (1934)
- Charlie Chan in Paris (1935)
- He Couldn't Say No (1938)
- Crime School (1938)
- Heart of the North (1938)
- You Can't Get Away with Murder (1939)
- Hell's Kitchen (1939)
- Dust Be My Destiny (1939)
- King of the Underworld (1939)
- The Kid from Kokomo (1939)
- Tugboat Annie Sails Again (1940)
- Flight Angels (1940)
- It All Came True (1940)
- The Big Shot (1942)
- Beyond the Line of Duty (1942)
- Pittsburgh (1942)
- Guadalcanal Diary (1943)
- Something for the Boys (1944)
- Whiplash (1948)
- The Winning Team (1952)
- The System (1953)
- Women's Prison (1955)
- Battle Stations (1956)
- Over-Exposed (1956)
- The True Story of Lynn Stuart (1958)